# نخلة (الطائف)
نخلة بلفظ النخلة شجرة التمر٬ والنخلة نخلتان: الشامية واليمانية، وهما موقعان يقعان في الطائف شرق المملكة العربية السعودية.

## نخلة الشامية
تقع الشامية في الميول الشرقية لجبال هدأة الطائف٬ ويسمى أرسها وادي الغديرين٬ ثم المحرم٬ ثم قرن بين المحرمين٬ ثم بعج٬ ثم حراض٬ ثم وادي الليمون (المضيق)٬ وهي التي عناها الحديث الذي رواه البخاري بسنده عن ابن عباس رضي الله عنه قال: «انطلق النبي صلى االله عليه وسلم في طائفة من أصحابه عامدين إلى سوق عكاظ٬ وقد حيل بين الشياطين وبين خبر السماء٬ وأرسلت عليهم الشهب فرجعت الشياطين إلى قومهم فقالوا: ما لكم، فقالوا: حيل بيننا وبين خبر السماء وأرسلت علينا الشهب٬ قالوا: ما حال بينكم وبين خبر السماء إلا شيء حدث فاضربوا مشارق الأرض ومغاربها فانظروا٬ فانصرف أولئك الذين توجهوا نحو تهامة إلى النبي صلى االله عليه وسلم».

## نخلة اليمانية
أما النخلة اليمانية فرأسها البوباة (البهيتة) وأسفلها في الزيمة٬ وهي طريق الرسول محمد حين غزا الطائف.